# Chesippus notialis
Chesippus notialis är en tvåvingeart som beskrevs av Henry Jonathan Reinhard 1967. Chesippus notialis ingår i släktet Chesippus och familjen parasitflugor.
Artens utbredningsområde är Arizona. Inga underarter finns listade i Catalogue of Life.